# Apoštolská prefektura Misuráta
Apoštolská prefektura Misuráta je prefektura římskokatolické církve nacházející se Libyi.

## Území
Vikariát zahrnuje město Misuráta.
Rozděluje se do 4 farností.

## Historie
Byla vytvořena dne 22. června 1939 bulou Quo intra Libyae papeže Pia XII., z části území apoštolského vikariátu Tripolsko, který byl ve stejný den přejmenován na Tripolis.
Od roku 1969 je post apoštolského prefekta uprázdněn.

## Seznam prefektů
- Vitale Bonifacio Bertoli, O.F.M. (1948 – 1951)
- Illuminato Colombo, O.F.M. (1951 – 1957)
- Guido Attilio Previtali, O.F.M. (1958 – 1969)